# یوجین لازوفسکی
یوجین لازوفسکی (انگلیسی: Eugene Lazowski؛ ‏ ۱۹۱۳ – ۱۶ دسامبر ۲۰۰۶) با نامِ اصلیِ «ائوگونیوش سواوُمیر وازوفسکی» (لهستانی: Eugeniusz Sławomir Łazowski) پزشک و استاد دانشگاه اهل لهستان و ایالات متحده آمریکا بود.
یوجین لازوفسکی، پزشکی لهستانی بود که جان هزاران نفر را در طول جنگ جهانی دوم با ایجاد یک بیماری همه‌گیر ساختگی که سبب نگرانی فراوان آلمانی‌ها دربارهٔ سلامتشان می‌شد، نجات داد. او همچنین از موقعیت خود به عنوان یک پزشک برای انتقال پنهانی داروهای مورد نیاز به یک محله یهودی‌نشین در شهرش، در قالب معالجهٔ مسافرانی که در ایستگاه قطار محل کارش تردد می‌کردند، استفاده کرد. با انجام این کار، او خطر مجازات اعدام را به جان خرید که در مورد لهستانی‌هایی که به یهودیان دیگر در جریان هولوکاست کمک کردند، اعمال می‌شد.
او دانش‌آموختهٔ رشتهٔ پزشکی در دانشگاه ورشو بود و در جریان جنگ جهانی دوم، ستوانِ نیروی زمینی لهستان در یک قطار امدادی صلیب سرخ و بعدها، پزشک ارتش میهنی شد. وی مدتی را به‌عنوان اسیر در اردوگاه اسیران جنگی گذراند. پس از آزادی با همکاری دوستش یک همه‌گیری ساختگی تیفوس در رُزوادوف ایجاد کرد و آلمان‌ها از ترس به‌خطر افتادن سلامتی‌شان آن ناحیه را قرنطینه کردند و به آن نزدیک نشدند. این موضوع سبب نجات جان ۸٬۰۰۰ نفر از خطر توقیف و مرگ در جریان هولوکاست شد.
او در سال ۱۹۵۸ به‌دنبال اخذ بورسیه از بنیاد راکفلر به ایالات متحده آمریکا مهاجرت کرد و در سال ۱۹۷۶ استاد پزشکی کودکان دانشگاه ایلینوی شیکاگو شد. شرح حال وی تحت عنوانِ «جنگ پنهان من» (Prywatna wojna) چندین بار منتشر شد و در صدها پایان‌نامه علمی بازنشر گردید. او در اواخر دههٔ ۱۹۸۰ بازنشسته شد و در سال ۲۰۰۶ در یوجین، اورگن درگذشت؛ جایی که سال‌ها با دخترش در آن زندگی می‌کرد.